# Легенды осени (альбом)
«Легенды осени» — пятый студийный альбом российской этно-поп-певицы Варвары, выпущенный 9 декабря 2013 года под звукозаписывающим лейблом Первое музыкальное Издательство. Цифровой релиз прошёл на портале iTunes Store. В январе 2014 года альбом был издан на физическом носителе компанией CD Land. На диске записано 12 композиций. К работе над альбомом исполнительница приступила в 2006 году. Варвара решила записывать новый материал на студии «Братья Гримм» в сотрудничестве с авторами своего предыдущего чарттопера, «Грёзы», российскими продюсерами Анатолием Лопатиным и Артёмом Орловым. Вместе с ними решено было записать музыку со смешением элементов национальных мотивов народов стран Европы и Северной Америки и традиционного славянского фолка. Поэтому пластинка продолжает традиции избранного певицей на её третьем альбоме жанра этно-поп. Хотя несколько треков в итоге всё же были записаны в жанре европейской популярной музыки.
Первый сингл «Красивая жизнь» был выпущен 8 июня 2006 года. Композиция добралась до тридцать первой строчки в чарте Top Hit 100, до двадцать пятой — в Weekly Audience Choice и до восемнадцатой в чарте радиостанции Хит FM. Песня стала 1-м хитом в карьере Варвары, попавшим в лучшую тридадцатку радиочарта.
Благодаря усиленным ротациям материала на радио по итогам 2006 года артистка впервые вошла в топ-30 самых ротируемых исполнителей в России и СНГ.
В первую неделю продаж альбом не смог дебютировать в двадцатке лучших, однако по итогам года вошёл в число лучших российских поп-альбомов по версии NEWSmuz.

## Предпосылки и производство
Весной 2006 года, буквально через полгода после выпуска своего третьего альбома «Грёзы», Варвара начала запись новой пластинки. В 2007 году в мае в интервью изданию Peoples артистка намекнула, что хочет «повернуть» музыкальный стиль в новое актуальное направление, заинтриговав: «Последний альбом „Грёзы“ выполнен в этом стиле [экспериментальная музыка, фьюжн и европейский саунд]. Но сейчас я хочу поменять звучание и уйти в другое направление. <…> но пока не скажу в какое. Сейчас в музыке наблюдается возвращение к национальным корням, поэтому фолк-музыка постепенно завоёвывает популярность». По всей вероятности, она имела в виду более глубокое этническое звучание, однако пятый альбом в будущем вышел схожим по стилю с третьим. Тогда певица осталась довольна прежней пластинкой, где ей «удалось совместить хороший саунд и этнические инструменты». Поэтому было решено продолжить создание новой музыки на студии «Братья Гримм» вместе с продюсерами Анатолием Лопатиным и Артёмом Орловым. Команда Варвары поставила себе задачу сделать альбом, в котором нашли бы место не только песни о любви, но и на социальные, философские темы. Масштабность работы, по их мнению, могла передать лучше всего вольная world music. По состоянию на июнь 2007 года Варвара, по её словам, «записала уже больше половины песен». В интервью Green Mama певица сообщила следующее: «Вообще, новый альбом будет иметь совершенно иное звучание. Мы начали работать с необычными музыкантами, использовать новые звуки и достаточно редкие инструменты». По поводу длительности работы артистка добавила, что считает «лишнюю суету в этом деле недопустимой, поэтому работа над альбомом идёт не очень быстро. Я считаю, что к каждой композиции необходим особый подход. Например, недавно записали новую песню. Прослушав её на следующий день, я поняла, что нужно переписать барабаны». В августе 2013 года исполнительница вернулась к студийной работе и записала вокал к песне «Стена непонимания», которая должна была войти в альбом и стать главным синглом, но в итоге не вошла. Релиз диска был назначен на двадцатые числа ноября. В октябре Варвара записала последние песни для альбома, «Боль и любовь» и «Книга судеб». Касаемо второй песни в интервью Московской правде в декабре 2013 года Варвара сказала, что на новом лонгплее для неё «каждая песня, наверное, как одна прожитая судьба» и что она вполне довольна записанным с музыкантами материалом. В беседе с МИА «Музыкой» артистка сообщила, что вместе с командой они «очень долго и тщательно работали над звучанием песен, чтобы звуки современных и старинных русских, европейских, а также азиатских инструментов искусно дополняли друг друга». А позже, в мае 2014 года, в интервью Великой Эпохе вообще сказала, что в музыкальном плане альбом получился более русским, чем европейским, и что, на её взгляд, «музыка, которая вошла в этот альбом, показывает многогранное состояние души русского народа, его образ мыслей, глубокую историческую самобытность». Над альбомом также работали Александр Шоуа, Алексей Малахов и Вячеслав Малежик.

## Синглы
8 июня 2006 года на центральных радиостанциях России был выпущен первый сингл с альбома — «Красивая жизнь», спродюсированный Лопатиным, Орловым и Варварой. В основу музыки трека легла кубинская народная песня. 19 августа песня добралась до тридцать первой позиции в чарте Top Hit 100, а в Top Hit Weekly Audience Choice в эту же неделю заняла двадцать пятую. В сентябре добралась до 18 строчки чарта радиостанции Хит FM. По итогам года песня заняла 79 место в годовом списке радиочарта Top Hit. Песня стала 1-м хитом в карьере Варвары, попавшим в лучшую тридадцатку российского радиочарта. Благодаря усиленным ротациям трека на радио по итогам 2006 года артистка впервые в своей карьере добралась до 30-й позиции в списке самых ротируемых исполнителей в России и СНГ.
21 февраля 2007 года прошёл релиз сингла «Танец зима».
11 июля вышел сингл «Чужие». 28 июля состоялась премьера в эфире Русского радио. 8 августа песня добралась до 36 позиции в чарте Top Hit 100. В общей сложности трек продержался там 13 недель.
4 марта 2008 года состоялся релиз сингла «Белая птица». В чарте Top Hit 100 песня дошла до 106 строчки, а в Top Hit Weekly Audience Choice — до 76-й.
25 сентября выходит сингл «Влюблена». 12 ноября он достигает 44-й строчки в Top Hit Weekly Audience Choice.
Следующий сингл, «Быстрая река», вышел 5 октября 2010 года.
2 мая 2012 года на Русском радио состоялась премьера сингла «Дудочка» на стихи Анны Ахматовой и музыку Вячеслава Малежика.
Премьера песни «Кто ищет, тот найдёт» состоялась 30 мая в эфире Русского радио. 4 декабря прошёл релиз трека «Кто ищет, тот найдёт» в качестве пре-сингла с грядущего альбома. В Top Hit Weekly Audience Choice 8 января 2014 года песня добралась до 65 строчки..
9 апреля 2014 года новым синглом с лонгплея Варвары становится трек «Боль и любовь». После тестирования в российском радиочарте трек получил высокую оценку +2,3, но по итогам ротаций добрался лишь до 209-й позиции в основном чарте Top Hit. А вот в Top Hit Weekly Audience Choice — до 56-й строчки.

## Промо-кампания
Телевизионная премьера песни «Белая птица» прошла 8 марта 2008 года на Первом канале, Варвара выступила с композицией в Государственном Кремлёвском дворце в рамках концерта к Международному женскому дню «Песни для любимых». В 2008 году певица параллельно работала над тремя альбомами. Первый — поп-альбом, второй — «the best», а третий — песен на языках разных славянских народов. Поп-пластинку решено было подготовить к февралю 2009 года, но в связи с записью материала для фольклорного диска «Денница», работа над поп-альбомом была отложена.
В двадцатых числах июля 2012 года в Киеве проходят съёмки видео на сингл «Дудочка». Режиссёром стал украинский клипмейкер Александр Филатович. Премьера ролика состоялась в конце сентября, а уже в октябре он попал в ротацию музыкальных телеканалов страны. 14 октября состоялась телевизионная премьера клипа в «Утренняя почта» на телеканале «Россия». К ноябрю 2012 года на портале YouTube клип набрал свыше 1, 2 миллиона просмотров.
30 октября 2013 года в программе «Правда 24» на телеканале Москва 24 в гостях у журналиста Евгения Додолева Варвара анонсировала выход своего пятого студийного альбома. В рамках передачи певица поделилась некоторыми подробностями грядущего релиза, рассказала о работе над композициями и дизайном альбома:

«Варвара: Альбом вот-вот уже выйдет. Сейчас ждем дизайнеров. У меня с дизайнерами тоже большая работа, потому что дизайнеры должны понять мой стиль, а это сложно. Неопределённый стиль: есть этническая нота, есть фольклорная. Но в основном всё равно это хорошая качественная эстрада. Поэтому в дизайне альбома всё нужно угадать.
Евгений Додолев: Ещё нет названия?
В.: Есть несколько вариантов. У меня есть очень хорошая песня, называется „Книга судеб“. И вот мои песни все, каждая из них, наверное, как прожитая судьба.
Е.Д.: То есть там нет какой-то титульной вещи, которая даст название всему альбому?
В.: Она есть — „Книга судеб“.
Е.Д.: Песни только на русском языке?
В.: Этот альбом будет только на русском языке. И это песни, ну так скажем, которые крутились на радио, на телевидении, то есть известные песни.
Е.Д.: Апробированный уже репертуар?

В.: Да, да.»— Из интервью Варвары журналиста Евгения Додолева
Также она исполнила отрывок из новой песни «Книга судеб», которая вошла в альбом, в прямом эфире.
29 ноября 2013 года Варвара объявила в своём Twitter официальную дату релиза своей пятой пластинки: 9 декабря.
В начале декабря было начато непосредственно промо. 2 декабря на главной странице российского радиочарта Tophit был размещён сингл «Кто ищет, тот найдёт», через двое суток он стал доступен для загрузок радиостанциями. 5 декабря Варвара записывалась для Радио России, а 6 декабря Варвара была приглашена на передачу «НТВ утром» на телеканале «НТВ», где анонсировала диск и исполнила песню «Кто ищет, тот найдёт». 9 декабря 2013 года прошёл цифровой релиз альбома «Легенды осени» на портале iTunes Store. На сайтах Первого музыкального издательства, Intermedia, NEWSMuz, в газетах «Московская правда» и «Музыкальная правда» вышли пресс-релизы новой пластинки. Несколькими днями позже, 11 декабря, пластинка стала доступна для стриминга на Яндекс. Музыке, в магазинах Google Play и MUZ.RU. По итогом суммарных оценок покупателей на портале iTunes Store альбом получил оценку в 4 балла по пятибалльной шкале. 13 декабря певица побывала на радиостанции «Весна FM», где представила вышедший лонгплей в прямом эфире утреннего шоу «Гудмонинг, мамы!». 15 декабря артистка выступила с синглом «Кто ищет, тот найдёт» на программе «Здоровье» на Первом канале.
14 января 2014 года она побывала на Радио Маяк. 20 апреля в рамках промо нового и девятого, заключительного, сингла с альбома, «Боль и любовь», Варвара исполнила песню на шоу «Русское лото» на телеканале «НТВ».
Пресса отметила, что «пятый альбом» Варвары, как и все предыдущие, отличается стилем на фоне пластинок российских артистов и даже имеет художественную ценность. Так как вдохновением для некоторых песен служили поэтические произведения Анны Ахматовой и Марины Цветаевой, отсылки к их творчеству были подчёркнуты не только в текстах песен и визуально. В оформлении пластинки также использовались шотландские мотивы. «Все обложки альбомов Варвары можно выставлять на выставках», — написал позже журналист Вадим Пономарёв.

## Отзывы критиков
| Оценки критиков | Оценки критиков |
| Источник        | Оценка          |
| --------------- | --------------- |
| InterMedia      | [ 1 ]           |

Рита Скитер из InterMedia посчитала альбом «вполне напрасной тратой времени и сил» и назвала материал с пластинки крайне слабым: «чего тут только нет, но практически ничего не запоминается». Негативно журналистка отнеслась и к музыкальному стилю альбома, отметив, что «ни о каком глубоком погружении в тему речь не идёт» и выступила против «отсутствия внятной концепции». Набор треков на альбоме она посчитала «слишком случайным», решив, что композиции «„Боль и любовь“, „Белая птица“ и „Выше любви“ — никак не относящиеся к этно-музыке поп-эстрадные баллады». Положительной чертой альбома Рита назвала хороший вокал и высокое качество записи треков.
| Публикация | Ранг | Список                       |
| ---------- | ---- | ---------------------------- |
| NEWSMuz    | 41   | Лучшие альбомы 2013 года     |
| NEWSMuz    | 21   | Лучшие поп-альбомы 2013 года |

## Список композиций
| №   | Название               | Автор(ы)                                             | Продюсер(ы)             | Длительность |
| --- | ---------------------- | ---------------------------------------------------- | ----------------------- | ------------ |
| 1.  | «Книга судеб»          | Александр Шоуа, Константин Арсенев                   |                         | 4:07         |
| 2.  | «Кто ищет, тот найдёт» | Алексей Малахов                                      | Варвара                 | 3:42         |
| 3.  | «Дудочка»              | Вячеслав Малежик, Анна Ахматова                      | Варвара                 | 4:04         |
| 4.  | «Боль и любовь»        | Артём Орлов, Анна Лепская                            | Орлов                   | 3:40         |
| 5.  | «Красивая жизнь»       | Орлов, Анатолий Лопатин                              | Лопатин, Орлов, Варвара | 3:05         |
| 6.  | «Выше любви»           | Андрей Покутный, Владимир Адаричев, Элеонора Мельник |                         | 5:09         |
| 7.  | «Быстрая река»         | Ислам Рахимжанов                                     |                         | 3:38         |
| 8.  | «Танец зима»           | Владимир Молчанов, Лопатин                           |                         | 3:38         |
| 9.  | «Влюблена»             | Молчанов, Лопатин                                    |                         | 3:31         |
| 10. | «Чужие»                | Орлов, Дарья Орлова                                  | Орлов                   | 3:26         |
| 11. | «Белая птица»          | Орлов, Лопатин                                       | Лопатин, Варвара        | 3:51         |
| 12. | «Сон трава»            | Орлов, Олеся Бордиловская                            |                         | 3:06         |

## История релиза
| Страна              | Дата релиза     | Издание     | Формат(ы)            | Лейбл                                   |
| ------------------- | --------------- | ----------- | -------------------- | --------------------------------------- |
| Россия              | 9 декабря 2013  | Стандартное | Цифровая дистрибуция | Первое музыкальное издательство         |
| Россия              | 11 декабря 2013 | Стандартное | Стриминг             | Первое музыкальное издательство         |
| Россия и страны СНГ | 1 января 2014   | Стандартное | CD                   | Первое музыкальное издательство CD Land |

## Награды и номинации
| Год  | Награда                          | Номинированная работа  | Категория                   | Результат |
| ---- | -------------------------------- | ---------------------- | --------------------------- | --------- |
| 2014 | Премия «Русский топ» (Newsmusic) | Альбом «Легенды осени» | Лучший поп-альбом 2013 года | Номинация |